# HD 177830
HD 177830 ist ein etwa 190 Lichtjahre von der Erde entfernter Unterriese der Spektralklasse K0. Er besitzt eine scheinbare Helligkeit von 7,2 mag.
HD 177830 hat einen spektroskopischen Begleiter mit der systematischen Bezeichnung HD 177830 b, bei dem es sich um einen Exoplaneten oder einen Braunen Zwerg handeln könnte. Das Objekt hat eine Umlaufperiode von ca. 400 Tagen und eine Mindestmasse von nur etwa 1,3 Jupitermassen sowie eine große Halbachse von ca. 1 Astronomischen Einheit. Es wurde von Vogt et al. entdeckt.